# ブロワ条約 (1504年)
ブロワ条約（ブロワじょうやく、フランス語: Traité de Blois）、または第一次ブロワ条約（だいいちじブロワじょうやく、英語: First Treaty of Blois）は、1504年9月22日にブロワで締結された、フランス王ルイ12世と神聖ローマ皇帝マクシミリアン1世、およびその息子のフィリップ大公（後の神聖ローマ皇帝カール5世の父）の間の条約。条約はクロード・ド・フランスとカールの結婚を定め、クロードの持参金にブルターニュ、ブルゴーニュ、ブロワを定めた。フランスとスペインはまたナポリ王国をカールに与えた。しかし、クロードがアングレーム伯フランソワと婚約し、条約は破綻した。というのも、条約の政略結婚に前向きだったのが、ブルターニュ女公アンヌ・ド・ブルターニュただ一人だったからである（政略結婚が成功すると、ブルターニュ公領はフランス王領にならない）。